# Castell del Far
El castell del Far, anomenat posteriorment Castellvell del Far o de Llinars, fou un castell que es va edificar als voltants del poblat ibèric del Far.

## Història
Els castlans del castell del Far o castell Vell eren vassalls dels comtes de Barcelona.
Quan s'adreçava a Girona, durant la campanya contra Catalunya del 982, Almansor va conquerir el castell de Munt Fariq, que s'ha identificat amb el castell del Far. De retorn va conquerir Wutina, l'actual Òdena. Aquesta és la primera referència documental del castell.
L'any 990 figura Gombau de Besora com senyor del castell.
Durant el segle xii el castell va pertànyer al llinatge dels Desfar. Hi ha documents que el vinculen a Pere de Far el 1135 i a Bernat de Far el 1178. En aquest període es construeix una torre al costat nord-est i s'amplia la capella amb un absis semicircular.
A partir del 1200 podria haver estat ocupat pels càtars que haurien substituït la capella per un edifici obert adequat als seus ritus. La presència d'una creu de Tolosa de Llenguadoc en una de les parets reforça aquesta teoria. A finals del segle xiii va ser feu de Ramon de Cabrera per assignació de Pere el Gran per a protegir el nord de Barcelona dels atacs de Felip III de França el 1285.
A començaments del segle xiii passà a la família Corbera; la vídua de Sibil·la, esposa de Ramon de Corbera, disposa la construcció d'una nova capella i, el seu fill Riambau I de Corbera, li hi ofereix al bisbe de Barcelona, l'any 1336. S'amplia amb la construcció d'una nova torre al costat nord i uns espais residencials amb finestres gòtiques i mènsules de pedra. Va ser un segle amb tensions entre els castlans i el rei Pere el Cerimoniós.
EL 24 de maig de 1448 el castell es va ensorrar a causa d'un terratrèmol. Un segle més tard, Riambau de Santcliment varen construir el Castellnou de Llinars, actualment dins de la població de Llinars del Vallès.

## Arquitectura
Queden notables murs i fossats, amb l'estructura bàsica consolidada.
La zona havia estat habitada des de l'antiguitat. De l'excavació se'n llegeix un traçat oval en el fossat excavat a la roca. En el sector nord hi ha restes del talús d'una antiga torre prismàtica i d'una torre rodona a l'angle nord-est. També queden restes d'una torre quadrada del segle xiv. A la zona central s'aprecia una torre rectangular que originàriament devia estar oberta i que posteriorment es va convertir en cisterna. A l'est hi ha una escala a la que s'accedia damunt de la volta. Al sud-est hi ha les restes de dos absis de les capelles preromànica i romànica.